# Spira Grujić
Spira Grujić (en serbe en écriture cyrillique : Спиpa Гpуjић), né le 7 décembre 1971 à Priština (Yougoslavie aujourd'hui au Kosovo), est un footballeur serbe, qui occupait le poste de défenseur central. Il joue la majorité de sa carrière en Belgique et aux Pays-Bas. Il dispute un seul match international sous les couleurs de la Yougoslavie en 2000. Il prend sa retraite sportive en 2007, et occupe depuis le poste de directeur technique au Rad Belgrade, son dernier club.

## Carrière
Spira Grujić est formé à l'école des jeunes de l'Étoile rouge de Belgrade dès l'âge de 16 ans. Il passe dans le noyau seniors deux ans plus tard, mais ne parvient pas à obtenir une place dans l'équipe première, qui fait partie des meilleures équipes d'Europe à la fin des années 1980. En 1991, il s'engage au Radnički Niš, où il reste quatre ans. 
En 1995, il fait le grand saut vers l'étranger et rejoint le RWDM, dans le championnat belge. Pilier de la défense, il joue deux bonnes saisons à Molenbeek, ce qui lui offre un transfert vers Anderlecht, le puissant voisin bruxellois. Rarement titulaire, il ne reste qu'un an chez les Mauves. En novembre 1998, il est transféré vers Twente pour environ 350 000€.
Dans le club hollandais, il est chargé de remplacer Nico-Jan Hoogma parti à Hambourg. Spira Grujić retrouve une place de titulaire dans l'axe de la défense, et remporte la Coupe des Pays-Bas en 2001. En 2002, il est nommé capitaine de l'équipe, et porte un brassard avec le logo de l'association des supporters. Il joue son dernier match à Twente lors de la finale perdue de la Coupe des Pays-Bas 2004. Libre de transfert, il rejoint ensuite gratuitement ADO La Haye, où il signe un contrat d'un an. Le maintien assuré, il prolonge son contrat d'un an en fin de saison. En juillet 2006, il décide d'arrêter le football professionnel et de rentrer en Serbie.
Spira Grujić s'engage alors au Rad Belgrade, en deuxième division serbe. Il joue 15 matches pendant la saison, permettant au club de remonter en première division après un an, puis décide de mettre un terme définitif à sa carrière de joueur. Il est alors nommé directeur technique du club, poste qu'il occupe toujours en 2011.

### Statistiques par saison
| Saison    | Club           | Pays | Compétition  | Matches | Buts |
| --------- | -------------- | ---- | ------------ | ------- | ---- |
| 1991-1992 | Radnički Niš   |      | Prva Liga    | 11      | 1    |
| 1992-1993 | Radnički Niš   |      | SuperLiga    | 14      | 0    |
| 1993-1994 | Radnički Niš   |      | SuperLiga    | 6       | 0    |
| 1994-1995 | Radnički Niš   |      | SuperLiga    | 27      | 2    |
| 1995-1996 | RWD Molenbeek  |      | Division 1   | 30      | 0    |
| 1996-1997 | RWD Molenbeek  |      | Division 1   | 33      | 1    |
| 1997-1998 | RSC Anderlecht |      | Division 1   | 15      | 1    |
| 1998-1999 | FC Twente      |      | Eredivisie   | 14      | 0    |
| 1999-2000 | FC Twente      |      | Eredivisie   | 34      | 1    |
| 2000-2001 | FC Twente      |      | Eredivisie   | 16      | 1    |
| 2001-2002 | FC Twente      |      | Eredivisie   | 32      | 0    |
| 2002-2003 | FC Twente      |      | Eredivisie   | 32      | 1    |
| 2003-2004 | FC Twente      |      | Eredivisie   | 18      | 0    |
| 2004-2005 | ADO La Haye    |      | Eredivisie   | 23      | 0    |
| 2005-2006 | ADO La Haye    |      | Eredivisie   | 16      | 0    |
| 2006-2007 | Rad Belgrade   |      | First League | 15      | 0    |
|           |                |      | Totaal       | 336     | 8    |

### Palmarès
- Vainqueur de la Coupe des Pays-Bas en 2001 avec le FC Twente.